# کژمنشی
در اقتصاد و اقتصاد اطلاعات کژمنشی (Moral hazard) زمانی پدید می‌آید که بین طرفین یک قرارداد عدم تقارن اطلاعاتی وجود داشته باشد و عمل یکی از طرفین قرارداد - کارگزار- بر روی رفاه طرف دیگر - کارفرما- اثر بگذارد. این عمل از دید کارفرما پنهان است و با عملی که برای او بهینه است تفاوت دارد.

## تاریخچه
بر اساس تحقیقات دمب(Dembe) و بودن(Boden)، استفاده از واژه کژمنشی به قرن ۱۷ بر می‌گردد و در اواخر قرن ۱۹ به‌طور گسترده در مؤسسات بیمه انگلستان استفاده می‌شده‌است. در ابتدا استفاده از این واژه به‌طور ضمنی بر کلاه‌برداری و رفتارهای غیراخلاقی فرد بیمه شده دلالت داشته‌است.
ورود مسئله کژمنشی به ادبیات و مدل‌های اقتصادی به دهه ۷۰ میلادی
برمی گردد. پلتزمن(S. Peltzman)(۱۹۷۵) و هولمشتروم(B. Holmstrom)(۱۹۷۹) و پاولی(M. V. Pauly)(۱۹۶۸) نخستین کسانی بودند که این مسئله را تحت مطالعات تجربی و در مورد صنعت بیمه مورد بررسی قرار دادند.

## اهمیت مسئله کژمنشی از نظر رفتار اقتصادی
قضیه اول رفاه بیانگر این است که در شرایط رقابت کامل که بازارها از طریق مراوده داوطلبانه عاملان اقتصادی شکل می‌گیرد، خروجی بازار بر اساس معیار پارتو بهینه است. یکی از فروض ضمنی قضیه اول رفاه، وجود اطلاعات کامل است. اطلاعات نامتقارن که منشأ بروز مسئله کژمنشی است، یکی از مصادیق اطلاعات ناکامل است؛ بنابراین با وجود مسئله کژمنشی خروجی بازار بهینه پارتو نخواهد بود، که این به معنای شکست بازار است؛ بنابراین رسیدن به خروجی پارتو مستلزم رفع مسئله کژمنشی است. برای این کار انگیزه کارگزار باید طوری تغییر کند که با وجود اطلاعات نامتقارن، کارگزار میزان تلاش بهینه را انجام دهد.
ابزاری که کارفرما می‌تواند توسط آن انگیزه کارگزار را تحت تأثیر قرار دهد، قرارداد است.

## مفاهیم پایه
مسئله کژمنشی یکی از مسائلی است که در حوزه اقتصاد اطلاعات و عموماً به دلیل وجود اطلاعات نامتقارن بین آحاد اقتصادی مطرح می‌شود.

### اقتصاد اطلاعات
منظور از اقتصاد اطلاعات، بررسی چگونگی توزیع اطلاعات بین عاملان اقتصادی و نحوه تأثیرگذاری وجود یا عدم وجود این اطلاعات بر رفاه عاملان اقتصادی است. منظور از رفاه در این تعریف منافع عمومی عاملان اقتصادی است که به عنوان مثال در مورد مصرف‌کننده به مطلوبیت و در مورد بنگاه به سود اشاره می‌کند. مباحثی از قبیل اطلاعات ناکامل و اطلاعات نامتقارن از جمله مباحثی هستند که در این حوزه مورد بررسی قرار می‌گیرند.

#### اطلاعات نامتقارن
اطلاعات نامتقارن در واقع حالت خاصی از اطلاعات ناکامل است که در اکثر مسائل اقتصادی شایع است. اطلاعات نامتقارن به این معنی است که یک نفر از طرفین معامله اطلاعاتی در اختیار دارد و طرف دیگر مبادله آن اطلاعات را در اختیار ندارد و کسب اطلاع از آن پرهزینه است.

در ادبیات اقتصاد مسئله عدم تقارن اطلاعات معمولاً در دو گروه عمده تقسیم‌بندی می‌شود. دسته اول مسائلی است که در آن یک طرف مبادله از اطلاعات طرف دیگر بی‌خبر است درحالیکه آن اطلاعات می‌توانست بر تصمیم وی اثر بگذارد. این دسته با عنوان اطلاعات پنهان شناخته می‌شود. به عنوان مثال وقتی یک خریدار به یک فروشگاه مراجعه می‌کند و فروشنده محصول را تولید آلمان معرفی می‌کند در صورتی که فروشنده می‌داند محصول تولید چین و از نوع کم کیفیت است. دسته دوم مربوط به حالاتی است که یک طرف مبادله اعمالی را انجام می‌دهد که بر طرف دیگر پوشیده‌است اما بر رفاه طرف دوم نیز تأثیرگذار است. از این دسته به عنوان عمل پنهان نام برده می‌شود. کژمنشی و کژگزینی دو مسئله شایع در اقتصاد اطلاعات هستند که اولی مربوط به عمل پنهان و دومی مربوط به اطلاعات پنهان است.

### مسئله کارفرما-کارگزار
مسئله کژمنشی معمولاً توسط مدل کارفرما- کارگزار توضیح داده می‌شود. کژمنشی در داخل هر بنگاهی وجود دارد؛ زیرا کارفرما نمی‌تواند همه تصمیم‌های کارگزار را کنترل کند. مسئله کارفرما- کارگزار مربوط به حالتی است که تصمیم یا عمل کارگزار علاوه بر اینکه بر مطلوبیت خودش تأثیر می‌گذارد، بر مطلوبیت کارفرما نیز تأثیر دارد. همچنین کارفرما فقط خروجی کار کارگزار را مشاهده می‌کند که این خروجی، سیگنالی ناقص از عمل کارگزار است؛ به این معنا که خروجی بنگاه (میزان تولید یا میزان سود) هم تابع میزان کار و تلاش کارگزار است و هم تابع عوامل تصادفی. در این حالت میزان تلاش کارگزار بهینه پارتو نیست. به دلیل اینکه عمل کارگزار قابل مشاهده نیست، کارفرما نمی‌تواند کارگزار را مجبور کند که میزان تلاشی که بهینه پارتو است را ارائه دهد. برای رسیدن به تلاشی که بهینه پارتو است، کارفرما فقط می‌تواند مطلوبیت کارگزار را به تنها متغیر قابل مشاهده (که میزان خروجی بنگاه است) مرتبط کند. بدیهی است که مورد فوق فقط در صورتی امکان‌پذیر است که کارفرما حقوق کارگزار را به میزان خروجی مرتبط سازد.

## تفاوت کژمنشی با کژگزینی
تفاوت کژمنشی و کژگزینی در این است که در کژگزینی، عدم تقارن اطلاعات در زمان بستن قرارداد وجود دارد؛ ولی در کژمنشی، عدم تقارن اطلاعات پس از بستن قرارداد وجود دارد. حتی در مواردی که عدم تقارن اطلاعات در زمان بستن قرارداد وجود ندارد، طرفین قرارداد اغلب انتظار دارند که عدم تقارن اطلاعات در زمانی پس از بستن قرارداد به وجود آید. به عنوان مثال هنگامی که مالک یک بنگاه یک مدیر را استخدام می‌کند، مالک بنگاه نمی‌تواند مشاهده کند که مدیر در انجام کار خود چه مقدار تلاش کرده‌است. همچنین مدیر بنگاه در رابطه با فرصت‌هایی که پیش روی بنگاه قرار دارد، اطلاعات بیشتری نسبت به مالک بنگاه دارد. پس با توجه به این که انتظار می‌رود پس از بسته شدن قرارداد عدم تقارن اطلاعات وجود داشته باشد، طرفین قرارداد به دنبال طراحی قراردادی هستند که این مشکلات را تا حد امکان از بین ببرد و طراحی این نوع قراردادها مطلبی است که در بحث نظریه قراردادها مورد مطالعه قرار می‌گیرد.

## مثال‌های مسئله کژمنشی
هرمسئله کژمنشی را می‌توان تحت مسئله کارفرما- کارگزار بررسی کرد. در مسئله کارفرما- کارگزار چالش اصلی مشاهده پذیر نبودن تلاش کارگزار است. این نکته را باید مورد توجه قرار داد که واژه تلاش ممکن است کمی گمراه کننده باشد؛ از این جهت که این مطلب را در ذهن تداعی می‌کند که مسئله کژمنشی فقط شامل مواردی می‌شود که کارگران پس از استخدام شدن، از زیر کار شانه خالی می‌کنند. واژه تلاش که در این مسئله استفاده می‌شود برای اشاره به این مطلب است که این متغیر یک متغیر غیرقابل مشاهده است و بنابراین کارفرما نمی‌تواند میزان حقوق کارگزار را مستقیماً به میزان تلاش کارگزار مرتبط کند؛ بلکه کارفرما برای این که بتواند کارگزار را به میزان تلاش بیشتری تشویق کند باید میزان حقوق کارگزار را به میزان تولید یا دیگر متغیرهای قابل مشاهده مرتبط سازد.
در ادامه به بررسی مثال‌هایی می‌پردازیم که در هر کدام از آن‌ها تلاش معنای متفاوتی به خود می‌گیرد.

### در شرکت‌های سهامی
حالتی را در نظر بگیرید که گروه‌های همکار، اهداف متفاوتی دارند. یک مثال خوب در این زمینه رابطه میان سهام داران و مدیران یک شرکت است. مدیران ممکن است اهدافی داشته باشند که لزوماً با اهداف سهام داران یکسان نباشد. سهامداران به دنبال افزایش ارزش سهام بنگاه در کوتاه مدت هستند در حالیکه مدیران به دنبال سود بلند مدت بنگاه هستند. درصورت وجود اهداف متفاوت بین سهام دار و مدیر، عمل مدیر می‌تواند در راستای هدف سهام دار نباشد و عمل مدیر برای سهام دار قابل اثبات نباشد؛ چرا که مدیر می‌تواند زیان سهام دار را به عامل تصادفی نسبت دهد.

### در بیمه
در بیمه‌های دارایی نیز مسئله کژمنشی وجود دارد؛ به این صورت که بیمه گر نمی‌تواند مشاهده کند که بیمه شده چقدر در مقابل دزدی، آتش‌سوزی و… احتیاط می‌کند؛ در حالی که میزان احتیاط او بر روی سود بیمه‌گر تأثیر دارد. دلیل اصلی وجود کاستنی در قراردادهای بیمه مقابله با همین موضوع است .

### درخدمات
در فعالیت‌های خدماتی نیز مسئله کژمنشی حضور دارد. در این فعالیت‌ها، کیفیت خدمات به میزان تلاش ارائه کننده خدمت وابسته است. رابطه میان مالک خودرو و تعمیرکار یا رابطه بین بیمار و پزشک از این موارد است. برای مثال، میزان تلاش پزشک در تشخیص و رفع بیماری برای بیمار غیرقابل مشاهده است و میزان تلاش پزشک بر روی مطلوبیت بیمار تأثیر خواهد گذاشت.

## چارچوب تعیین قرارداد بهینه
یک روش مقابله با مسئله کژمنشی این است که کارفرما با کارگزار وارد قرارداد شود. به عنوان مثال کارفرما ممکن است با کارگزار قراردادی را به این مضمون امضا کند:
«اگر کارگزار در انجام کار خود به اندازه کافی تلاش کند، کارفرما حقوق او را به‌طور کامل پرداخت خواهد کرد و اگر در انجام کار خود سستی کند، دستمزدی به او نخواهد داد.»
در این‌جا دیده می‌شود که حتی اگر کارگزار در انجام وظیفه خود سستی کند، اثبات ادعای حقوقی علیه کارگزار بسیار پر هزینه است و به نتیجه مطلوب نخواهد رسید؛ بنابراین برای رفع مسئله کژمنشی باید نوعی سیستم انگیزشی طراحی شود تا کارگزار انگیزه لازم را برای تلاش بیشتر داشته باشد. ایجاد انگیزه، برای کارفرما هزینه دارد و از طرف دیگر اگر میزان انگیزه ایجاد شده از طرف کارفرما از یک حدی کمتر باشد، کارگزار میزان تلاش بهینه را انجام نخواهد داد؛ بنابراین آنچه که اهمیت دارد، تعیین یک چارچوب قرارداد بهینه است؛ به این معنا که با تحمیل حداقل هزینه به کارفرما، انگیزه لازم برای کارگزار جهت انجام تلاش بهینه ایجاد شود.

### عوامل تعیین‌کننده قرارداد بهینه

#### بیشینه شدن سود کارفرما
از آنجا که سود کارفرما متناسب با تلاش کارگزار است، و از طرفی تلاش کارگزار برای کارفرما قابل مشاهده نیست، لذا کارفرما سود انتظاری خود را بیشینه می‌کند. کارفرما مسئله زیر را حل می‌کند:
{\displaystyle \max _{w(\cdot )}E\left[y({\hat {e}})-w(y({\hat {e}}))\right]}
که در آن w دستمزد بر حسب y خروجی بنگاه و e میزان تلاش کارگزار است.

#### قید انگیزشی
نظام انگیزشی باید به گونه‌ای باشد که میزان مطلوبیت انتظاری کارگزار در صورتی که تلاش بهینه ر انتخاب کند، نباید از مطلوبیت آستانه‌ای او کمتر باشد:
{\displaystyle E\left[w(y(e))-c(e)\right]\geq {\bar {u}}}

که در آن C تابع هزینه کارگزار بر حسب میزان تلاش و u مطلوبیت آستانه است.

#### قید مشارکتی
نظام انگیزشی باید به گونه‌ای باشد که میزان مطلوبیت انتظاری کارگزار هنگامی که تلاش بهینه را انتخاب کند از مطلوبیت انتظاری او هنگامی که تلاش کمتر را انتخاب می‌کند، کمتر نباشد:
{\displaystyle {\hat {e}}=\arg \max _{e}E\left[w(y(e))-c(e)\right]\geq {\bar {u}}}

#### ریسک
در مسئله کژمنشی معمولاً کارفرما ریسک خنثی در نظر گرفته می‌شود؛ در حالی که کارگزار ریسک گریز یا ریسک خنثی است.
در هر قرارداد بهینه مسئله بیشینه کردن سود کارفرما با در نظر گرفتن دو قید و نوع ریسک پذیری طرفین مبادله صورت می‌پذیرد.

### مثال

#### کارفرما و کارگزار ریسک خنثی
در این حالت اصطلاحاً می‌گوییم که مسئله کژمنشی با فروش بنگاه به کارگزار حل خواهد شد؛ به این معنا که کارفرما می‌تواند مقدار پول مشخصی را از کارگزار بگیرد و تمامی سود بنگاه را به او بدهد.

## افراد تأثیرگذار در این حوزه
از افراد تأثیرگذار در این حوزه می‌توان به هولمشتروم(B. Holmstrom)، ماسکین(E. Maskin)، هارت(O.D. Hart)، گرین(J. Green)، میلگروم(P. Milgrom)، راجرسون(W. Rogerson) و مایرسون(R. Myerson) اشاره کرد که بخش زیادی از ادبیات کژمنشی حاصل تلاش این افراد است.